# Leo Goodwin
Leo Joseph Goodwin dit Budd Goodwinn (né le 13 novembre 1883 à New York aux États-Unis, décédé le 25 mai 1957 à New York) est un nageur américain, qui s'est illustré au début du siècle tant en natation, qu'en water-polo ou en plongeon. Il a été champion olympique, deux fois en or et deux fois en bronze.

## Carrière
Né à New York en 1883, il fait partie du New York Athletic Club et participe aux Jeux olympiques de 1904, à Saint-Louis, tant en natation, qu'en water-polo ou en plongeon. Il y obtient trois médailles, deux d'or par équipe et une de bronze.
En natation, il obtient avec ses partenaires du New York Athletic Club, le meilleur temps en 2 min 04 s 6, au relais 4 × 50 yards en libre, et en water-polo son équipe bat en finale l'équipe américaine du Chicago Athletic. Parallèlement il se classe 4e aux 440 yards libres, 5e au 50 yards libres et 6e aux 100 yards libres.
Il obtient aussi la médaille de bronze au plongeon en longueur (discipline qui n'existe qu'à ces Jeux) en faisant un plongeon de 17,37 mètres, derrière William Dickey et Edgar Adams.
En 1906, il a un empoisonnement du sang qui faillit lui coûter un bras, mais il revient à la compétition et fait partie de l'équipe américaine de natation aux Jeux olympiques de 1908 à Londres. Son équipe obtient la médaille de bronze au relais 4 × 200 m en nage libre en 11 min 2 s 8/10.

## Palmarès

### Jeux olympiques
- Plongeon aux Jeux olympiques de 1904 à Saint-Louis (États-Unis) :
  -  Médaille de bronze plongeon en longueur

- Natation aux Jeux olympiques de 1904 à Saint-Louis (États-Unis) :
  -  Médaille d'or au relais 4 × 50 yards
  -  Médaille d'or water-polo
  - 4e aux 440 yards libres
  - 5e au 50 yards libres
  - 6e aux 100 yards libres

- Natation aux Jeux olympiques de 1908 à Londres (Royaume-Uni) :
  -  Médaille de bronze au relais 4 × 200 m

### Source
- Ressources relatives au sport :   - International Swimming Hall of Fame
  - Olympedia